# Andrej Rudnev
Andrej Dmitrijevitj Rudnev, född 1 mars 1878 i Sankt Petersburg, död 31 juli 1958 i Helsingfors, var en rysk och senare finländsk orientalist, pianist och musikkritiker verksam i Finland.

## Karriär
Rudnev disputerade 1914 för doktorsgraden vid Sankt Petersburgs universitets orientaliska fakultet, där han fyra år senare blev ordinarie professor i mongolisk filologi och vitterhet; 1913–1918 var han chef för Rysslands Vetenskapsakademins vetenskapliga kansli. Han företog forsknings- och upptäcktsresor till kalmuckerna vid Volga, till Mongoliet, Manchuriet och till Transbajkals burjater. Han åtnjöt stort anseende i fackkretsar bland annat på grund av sin vetenskapliga skriftställarverksamhet som var inriktad på utforskandet av olika östasiatiska folks språk, musik, seder och bruk.
Rudnev var 1909–1910 redaktionssekreterare för Leo Mechelins ryskspråkiga tidskrift Finlandija och tog ställning mot den tsaristiska förtryckspolitiken i Finland. I slutet av 1910-talet flyttade han med sin familj till Finland, som var hans makas Alices (född Brunou) hemland. Finländskt medborgarskap erhöll han 1929.
Som pianist och lärare i pianospel vid Viborgs musikinstitut 1923–1940, som lärare i prima vista vid Sibelius-Akademin 1945–1953 och som musikkritiker i dagspressen (Karjalan Aamulehti, Wiborgs Nyheter och Nya Pressen) gjorde han under fyra decennier en bestående insats i finländskt kulturliv. Han transkriberade ett hundratal orkesterverk för piano 4- och 8-händigt, bland annat Sibelius samtliga symfonier och Bruckners sjätte och åttonde symfoni. Han var vidare lärare i latin vid Svenska lyceum i Viborg 1925–1931 och lektor i ryska vid Helsingfors universitet 1940–1947.

### Uppslagsverk
- Rudnev, Andrej i Uppslagsverket Finland (webbupplaga, 2012). CC-BY-SA 4.0